# Mephisto (livro)
Mephisto é o sexto romance de Klaus Mann, que foi publicado em 1936 enquanto ele estava exilado em Amsterdam. Foi publicado pela primeira vez na Alemanha na Aufbau-Verlag de Berlim Oriental em 1956. Este romance (um retrato mal disfarçado do ator Gustaf Gründgens), o romance de Tchaikovsky Symphonie Pathétique e o romance de emigrante Der Vulkan são os três romances mais famosos de Klaus Mann. Um filme premiado de 1981 foi baseado no romance de Mann. O romance adapta o tema Mefistófeles / Dr. Fausto fazendo com que o personagem principal Hendrik Höfgen abandone sua consciência e continue a agir e se agraciar com o Partido Nazista para manter e melhorar seu trabalho e posição social.

## Contexto
Klaus Mann fugiu para o exílio em março de 1933 para evitar a perseguição política pelo regime de Hitler. Em Amsterdã, ele trabalhou para a revista de exilados Die Sammlung, que atacava o nacional-socialismo. Seu amigo e editor Fritz Helmut Landshoff fez-lhe uma "oferta relativamente generosa", como Mann escreveu à sua mãe em 21 de julho de 1935. Ele receberia um salário mensal para escrever um romance. Mann originalmente pretendia escrever um romance utópico sobre a Europa em 200 anos. No entanto, Mann descartou essa ideia afirmando que ele não poderia escrever um romance apolítico naquele ponto da história. O autor Hermann Kesten sugeriu que escrevesse um romance de um carreirista homossexual do Terceiro Reich, tendo como tema o diretor do teatro estatal Gustaf Gründgens. A homossexualidade de Gründgens era amplamente conhecida.
Em 1924, Klaus Mann, sua irmã Erika, Gründgens e Pamela Wedekind trabalharam juntos em uma produção teatral de Anja und Esther de Mann e viajaram pela Alemanha. Gründgens e Erika Mann ficaram noivos, enquanto Klaus Mann também ficou noivo de Wedekind. Os dois primeiros se casaram em 1926, mas se divorciaram em 1929 e Wedekind se casou com o escritor Carl Sternheim um ano depois. Gründgens e Mann haviam pertencido, no início da década de 1930, a um grupo de teatro fortemente esquerdista que, em janeiro de 1933, estava em turnê pela Espanha. Quando Hitler era chanceler alemão, em 30 de janeiro de 1933, o grupo estava em Madrid e Mann pediu a Gründgens que não voltasse para a Alemanha. Quando Gründgens desconsiderou o conselho de Mann e não apenas voltou para a Alemanha, mas abraçou o regime nazista (por razões puramente oportunistas), Mann nunca perdoou seu ex-amigo Gründgens. Klaus Mann foi exilado em 1934; Gründgens se tornou um renomado diretor de teatro e cinema na Alemanha nazista. Embora Mann nunca tenha chamado Gründgens de adversário, ele admitiu "uma antipatia comovente". Embora tenha atacado Gründgens em artigos de jornal, Mann hesitou em usar a homossexualidade como tema do romance, já que ele próprio era gay, e decidiu usar o "masoquismo negroide" como preferência sexual do personagem principal.
Após a publicação do romance em 1936, o jornal Pariser Tageszeitung apresentou-o como um roman à clef. Mann se ressentiu dessa caracterização e argumentou que não havia escrito sobre um indivíduo em particular, mas sobre um tipo de indivíduo.

## Enredo
O romance retrata a ascensão do ator Hendrik Höfgen do Hamburger Künstlertheater (Teatro dos Artistas de Hamburgo) em 1926 para a fama nacional em 1936. Inicialmente, Höfgen foge para Paris ao receber notícias da ascensão dos nazistas ao poder por causa de seu passado comunista (soube por um amigo que ele está em uma lista negra). Uma ex-atriz de Hamburgo, Angelika Siebert, viaja a Berlim para convencer Lotte von Lindenthal, a namorada (e mais tarde esposa) de um general da Luftwaffe a perdoá-lo. Ao retornar a Berlim, ele rapidamente consegue conquistar Lotte e seu general e com seu apoio tem uma carreira maravilhosa. Ao obter o papel de Mefisto em Fausto, Parte Um, ele percebe que na verdade fez um pacto com o mal (ou seja, Nazismo) e perdeu seus valores humanos (até mesmo denunciando sua amante como "Vênus Negra"). Há situações em que Höfgen tenta ajudar seus amigos ou contar ao primeiro-ministro sobre as dificuldades dos campos de concentração, mas ele está sempre preocupado em não perder seus patronos nazistas.

## Processo judicial
Após a morte de Gründgens, seu filho adotivo Peter Gorski processou o Nymphenburger Verlagsbuchhandlung, então editor do Mephisto na Alemanha Ocidental, e obteve a proibição de publicação, confirmada pelos juízes de apelação do Tribunal Federal de Justiça em 1968.
Em 24 de fevereiro de 1971, a reclamação constitucional foi rejeitada por um Tribunal Constitucional Federal igualmente dividido, que determinou que a liberdade de arte (Artigo 5, Seção 3 da Lei Fundamental) deve ser comparada à dignidade pessoal de Gründgens tardia (Artigo 1, Seção 1). O caso, no qual dois juízes escreveram opiniões divergentes, é considerado um marco na história jurídica da Alemanha.
O romance, entretanto, ainda estava disponível (e importável) na Aufbau-Verlag da Alemanha Oriental. Em 1981, Rowohlt Verlag o republicou na Alemanha Ocidental. Como o veredicto de 1968 dizia respeito apenas a Nymphenburger e Gorski nunca entraram com uma ação legal contra Rowohlt, seu Mephisto ainda está disponível.

## Crítica
O papel de Höfgen é ambivalente, porque em várias ocasiões no romance, ele tenta ajudar seus amigos. No entanto, Höfgen também teme perder seu bom emprego de seu patrono rico. Por esse motivo, ele se autodenomina um "ator totalmente normal" no final do romance e não consegue entender por que seus amigos se distanciaram dele.

## Adaptações
Em 2013, Helen Edmundson escreveu uma adaptação para o palco de Mephisto, que foi produzida no Teatro Altonaer em Hamburgo.